# Курячьи Лозы
Курячьи Лозы (укр. Курячі Лози) — село в Кривоозерском районе Николаевской области Украины.
Основано в 1762 году. Население по переписи 2001 года составляло 1698 человек. Почтовый индекс — 55120. Телефонный код — 5133. Занимает площадь 4,001 км².

## Местный совет
55120, Николаевская обл., Кривоозерский р-н, с. Курячьи Лозы, ул. Центральная, 49б